# Ministère fédéral de la Défense nationale
Pour les articles homonymes, voir Ministère fédéral de la Défense.
Le ministère fédéral de la Défense nationale (en allemand : Bundesministerium für Landesverteidigung, BMLV) est le département ministériel chargé des affaires de l'Armée fédérale en Autriche. Il est dirigé par le ministre, membre du gouvernement fédéral. Le commandant en chef des forces militaires est de jure le président fédéral. 
Klaudia Tanner,  membre du Parti populaire autrichien (ÖVP), est nommée ministre de la Défense nationale le 7 janvier 2020. Le ministre siège à la caserne Rossauer, dans le 9e arrondissement de Vienne.

## Compétences
Le ministère est compétent en matière de commandement, gestion et équipement de l'armée fédérale, d'aviation militaire, de zones militaires, d'attaché militaire au sein du corps diplomatique, d'immeubles et propriétés du ministère ou des forces armées fédérales, de fondations militaires et d'administration du domaine forestier des armées.

## Organisation
Le ministère s'organise entre les sections suivantes : 
- Section I : Section centrale
- Section II : Planification
- Section III : Matériel
- Section IV : Personnel

## Histoire
Jusqu'à la révolution autrichienne de 1848, le Hofkriegsrat (« Conseil aulique de la guerre ») fut l'autorité centrale de la monarchie autrichienne chargée de l'organisation de l'Armée impériale. Par décret du 1er juin 1848, cette institution a été remplacée par un ministère de la Guerre dirigé par Theodor Baillet von Latour qui fut tué par la foule lors des émeutes provoquées par les révolutionnaires viennois durant l'insurrection viennoise d'octobre 1848. Sa mort entraîna l'Autriche dans un mouvement de répression mis en place par les maréchaux Joseph Radetzky et Alfred de Windisch-Graetz. 
Après que la révolte fut écrasée, en 1849, l'empereur François-Joseph Ier a déterminé les responsabilités du ministère, de l'État-major (Generalstab), et notamment de la chancellerie militaire dont le chef, Karl Ludwig von Grünne, a occupé le premier plan. La suppression du ministère de la Guerre en 1853 le laisse sans rival. En même temps, le commandement centralisée sur l'armée impériale (Armeeoberkommando), dirigé par l'archiduc Guillaume François d'Autriche, a reçu de nombreuses compétences. Rapidement, cependant, cette organisation est remise en cause à la suite des défaites essuyées en Italie en 1859. L'année suivante, l'Armeeoberkommando est supprimé, à la faveur de la rétablissement du ministère de la Guerre. Après que le maintien de deux structures de commandement s'est révélé inefficace, le nouveau ministre de la Guerre est donc investi des compétences les plus larges en matière de gestion, organisation et opérations militaires de l'armée impériale autrichienne.

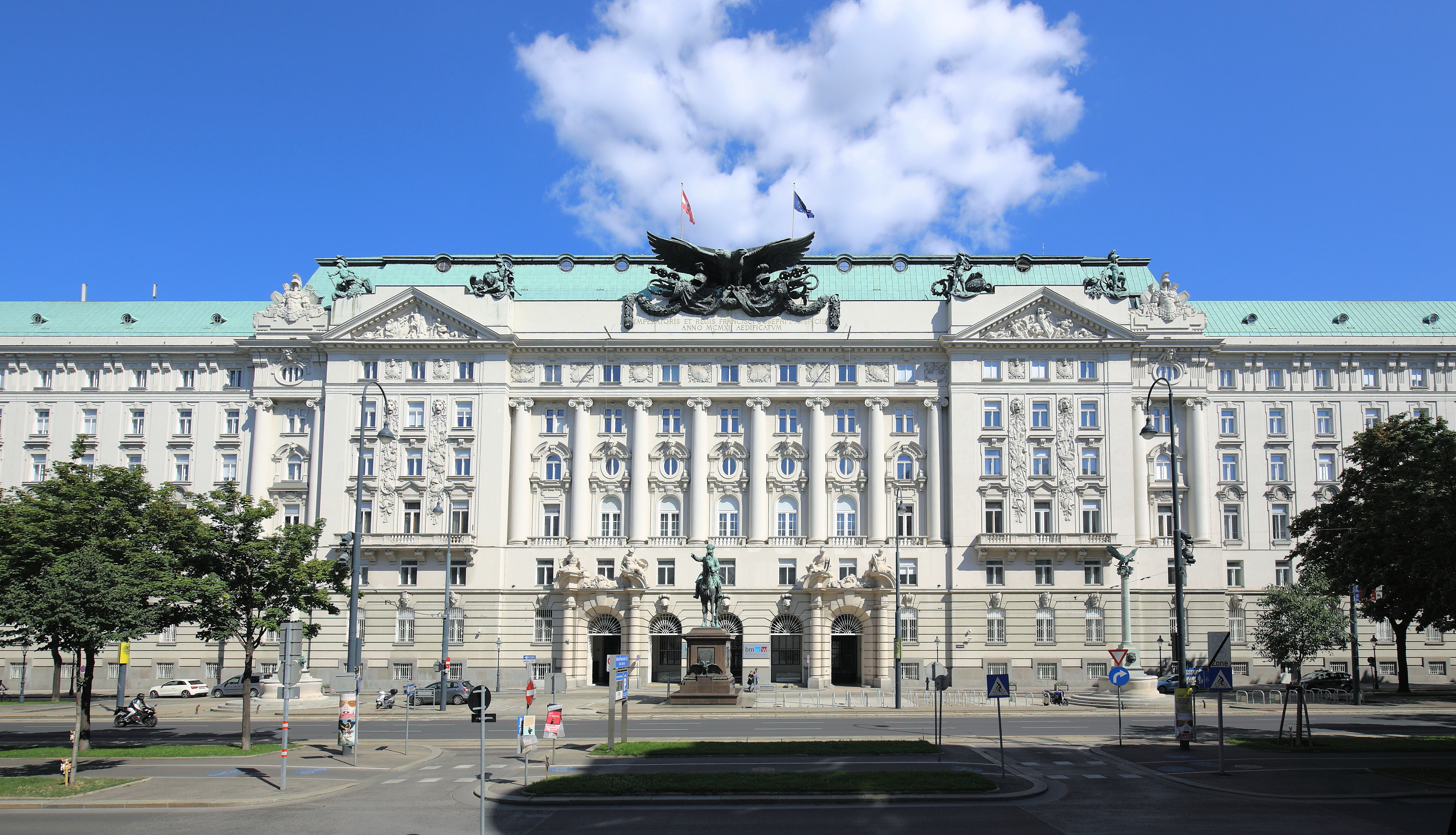
Siège du ministère impérial et royal de la Guerre sur le Ring de Vienne, inauguré en 1913.

À l'époque de l'Empire austro-hongrois, selon les conditions du Compromis de 1867, il existait un ministère impérial et royal de la Guerre (k.u.k. Kriegsministerium), compétent pour l'armée commune au sein des forces terrestres, ainsi que la marine austro-hongroise. De plus, il y avait un ministère de la Défense nationale, qui ne concernait que l'Armée territoriale impériale-royale (k.k. Landwehr) dans les pays de la moitié autrichienne. Depuis la fin du XIXe siècle, l'État major, sous la conduite de Franz Conrad von Hötzendorf dès 1906, a réussi d'acquérir une position dominante en ce qui concerne des interventions militaires. 
Après la fin de la guerre et la dissolution de la monarchie, en 1918, l'Autriche devient indépendante et instaure l'office d'État pour les Affaires militaires, qui se transforme en ministère fédéral deux ans plus tard. Il prend le nom de ministère fédéral de la Défense nationale en 1936, avant de disparaître en 1938, avec l'annexion du pays par l'Allemagne.
À la suite de la Seconde Guerre mondiale, l'Autriche, occupée par les Alliés, ne dispose que d'un office de la Défense nationale, qui constitue une section de la chancellerie fédérale. Ce n'est qu'en 1956, un an après la signature du traité d'État autrichien, que renaît le ministère fédéral de la Défense nationale.
Lors de la réforme de la loi sur les ministères fédéraux du 30 janvier 2009, qui suit la formation du gouvernement Faymann I, les compétences en matière sportive quittent les services de la chancellerie et rejoignent le ministère fédéral de la Défense, qui devient le « ministère fédéral de la Défense nationale et des Sports » (BMLVS). Les questions sportives sont détachées du ministère de la Défense huit ans plus tard, le 28 décembre 2017, afin de permettre la recréation du ministère fédéral de la Fonction publique et des Sports.

## Titulaires depuis 1956
| Nom                                                                            | Nom                        | Dates du mandat | Dates du mandat | Parti | Gouvernements                         |
| ------------------------------------------------------------------------------ | -------------------------- | --------------- | --------------- | ----- | ------------------------------------- |
|                                                                                | Ferdinand Graf             | 29/06/1956      | 11/04/1961      | ÖVP   | Raab II, III et IV                    |
|                                                                                | Karl Schleinzer            | 11/04/1961      | 02/04/1964      | ÖVP   | Gorbach I et II                       |
|                                                                                | Georg Prader               | 02/04/1964      | 03/03/1970      | ÖVP   | Klaus I et II                         |
|                                                                                | Johann Freihsler           | 21/04/1970      | 04/02/1971      | SPÖ   | Kreisky I                             |
|                                                                                | Karl Lütgendorf            | 08/02/1971      | 31/05/1977      | Aucun | Kreisky I, II et III                  |
|                                                                                | Otto Rösch                 | 08/06/1977      | 24/04/1983      | SPÖ   | Kreisky III et IV                     |
|                                                                                | Friedhelm Frischenschlager | 24/05/1983      | 15/05/1986      | FPÖ   | Sinowatz                              |
|                                                                                | Helmut Krünes              | 15/05/1986      | 25/11/1986      | FPÖ   | Sinowatz Vranitzky I                  |
|                                                                                | Georg Prader               | 21/01/1987      | 09/10/1990      | ÖVP   | Vranitzky II                          |
|                                                                                | Intérim de Alois Mock      | 06/11/1990      | 17/12/1990      | ÖVP   | Vranitzky II                          |
|                                                                                | Werner Fasslabend          | 17/12/1990      | 04/02/2000      | ÖVP   | Vranitzky III, IV et V Klima          |
|                                                                                | Herbert Scheibner          | 04/02/2000      | 28/02/2003      | FPÖ   | Schüssel I                            |
|                                                                                | Günther Platter            | 28/02/2003      | 11/01/2007      | ÖVP   | Schüssel II                           |
|                                                                                | Norbert Darabos            | 11/01/2007      | 11/03/2013      | SPÖ   | Gusenbauer Faymann I                  |
|                                                                                | Gerald Klug                | 11/03/2013      | 26/01/2016      | SPÖ   | Faymann I et II                       |
|                                                                                | Hans Peter Doskozil        | 26/01/2016      | 18/12/2017      | SPÖ   | Faymann II Kern                       |
|                                                                                | Mario Kunasek              | 18/12/2017      | 22/05/2019      | FPÖ   | Kurz I                                |
|                                                                                | Johann Luif                | 22/05/2019      | 03/06/2019      | Sans  | Kurz I                                |
|                                                                                | Thomas Starlinger          | 03/06/2019      | 07/01/2020      | Sans  | Bierlein                              |
|                                                                                | Klaudia Tanner             | 07/01/2020      | En fonction     | ÖVP   | Kurz II Schallenberg Nehammer Stocker |
| Titre du portefeuille : - Depuis 2017 : Défense nationale (Landesverteidigung) |                            |                 |                 |       |                                       |